# Hydnophytum montis-kani
Hydnophytum montis-kani är en måreväxtart som beskrevs av Theodoric Valeton. Hydnophytum montis-kani ingår i släktet Hydnophytum och familjen måreväxter.
Artens utbredningsområde är Papua Nya Guinea. Inga underarter finns listade i Catalogue of Life.